# Ronde pijlstaartrog
De ronde pijlstaartrog (Urobatis halleri synoniem: Urolophus halleri) is een vissensoort uit de familie van de Urotrygonidae. De wetenschappelijke naam van de soort is voor het eerst geldig gepubliceerd in 1863 door Cooper.

## Kenmerken
Het lichaam is in omtrek vrijwel cirkelvormig en sterk afgeplat. Hij heeft een korte staart, die eindigt in een afgeronde staartvin. Halverwege de staart bevindt zich een gifstekel. Het lichaam is grijsgroen met grijze gestippelde vlekken. De lichaamslengte bedraagt 50 tot 60 cm en het gewicht 2 tot 4 kg. Het dier is levendbarend.

## Verspreiding
Deze soort komt voor in het noordoosten van de Grote Oceaan.

## Pijnlijk
Tijdens een warme periode begeven de dieren zich soms in groten getale naar ondiepe kustwateren. Dan kan het weleens gebeuren, dat een bader op het dier trapt, hoewel het een pijnlijke ervaring is, zal dit geen dodelijke afloop hebben.